# الداء القفزي
الداء القفزي أو داء الوثب (بالإنجليزية: Louping ill)‏ أو التهاب الدماغ والنخاع الضأني (بالإنجليزية: Ovine Encephalomyelitis)‏ أو التهاب دماغ ونخاع الأغنام المعدي (بالإنجليزية: Infectious Encephalomyelitis of Sheep)‏ أو داء الارتعاش (بالإنجليزية: Trembling-ill)‏ هو مرض فيروسي حاد يمتاز بحمى ثنائية الطور وخمود ورنح وعدم تناسق عضلي ورعاش وشلل الأجزاء الخلفية من الجسم وغيبوبة ثم الموت.

## الانتشار
ينتقل المرض بواسطة فيروس الداء القفزي المنقول بواسطة القراد، وأبرز ناقل له هو اللبود الخروعي (لبود خروعي). كما يمكن أن يصيب البشر.
كما يمكن أن يصيب المرض الطهيوج الأحمر والإنسان.

## الوقاية
يتوفر لقاح في المملكة المتحدة طوره معهد أبحاث موردون في أسكتلندا. رمز اللقاح في ك ع ت بيط هو (QI04AA01).
زادت حالات الداء القفزي في المملكة المتحدة عام 2009 بسبب شحة اللقاح وانتشار القراد.